# La Maîtresse
Pour plus de détails, voir Fiche technique et Distribution.
La Maîtresse (titre original : Älskarinnan) est un film suédois réalisé par Vilgot Sjöman, sorti en 1962.

## Synopsis
Une femme tombe amoureuse de son patron et devient sa maîtresse.

## Fiche technique
- Titre original : Älskarinnan
- Titre français : La Maîtresse
- Réalisation et scénario : Vilgot Sjöman
- Montage : Lennart Wallén
- Pays d'origine :  Suède
- Langue : Suédois
- Format : Noir et blanc - 2,35:1 - Mono
- Genre : Film dramatique
- Durée : 77 minutes (1 h 17)
- Dates de sortie : 
  -  Suède : 8 octobre 1962
  -  Finlande : 15 février 1963
  -  Danemark : 17 avril 1963
  -  Allemagne de l'Ouest : juin 1963  (Berlinale) / 4 juillet 1963 (sortie nationale)
  -  France : 30 octobre 1963
  -  États-Unis : 19 février 1964

## Distribution
- Bibi Andersson : la femme
- Max von Sydow : l'homme

### Revue de presse
- Gilbert Salachas, « La Maîtresse», Téléciné no 113-114, Fédération des Loisirs et Culture cinématographique (FLECC), Paris, décembre 1963-janvier 1964,  (ISSN 0049-3287)